# 洛斯科斯
洛斯科斯，是西班牙阿拉贡自治区特鲁埃尔省的一个市镇。总面积72平方公里，总人口188人（2001年），人口密度3人/平方公里。